# Saint-Martin-de-Lerm
Saint-Martin-de-Lerm (okzitanisch Sent Martin de l’Èrm) ist eine französische Gemeinde mit 160 Einwohnern (Stand 1. Januar 2022) im Département Gironde in der Region Nouvelle-Aquitaine (vor 2016 Aquitaine). Sie gehört zum Arrondissement Langon und zum Kanton Le Réolais et Les Bastides. 

## Geographie
Saint-Martin-de-Lerm liegt etwa 61 Kilometer ostsüdöstlich von Bordeaux. An der südlichen Gemeindegrenze verläuft der Fluss Dropt, in den hier sein Zufluss Ségur einmündet. Umgeben wird Saint-Martin-de-Lerm von den Nachbargemeinden Saint-Martin-du-Puy im Norden, Landerrouet-sur-Ségur im Osten und Nordosten, Mesterrieux im Osten und Südosten, Loubens im Süden und Südosten, Bagas im Süden und Südwesten, Camiran im Westen und Südwesten sowie Saint-Hilaire-du-Bois im Westen und Nordwesten.

## Bevölkerungsentwicklung
| 1962                       | 1968 | 1975 | 1982 | 1990 | 1999 | 2006 | 2017 |
| -------------------------- | ---- | ---- | ---- | ---- | ---- | ---- | ---- |
| 184                        | 155  | 131  | 122  | 104  | 122  | 137  | 143  |
| Quellen: Cassini und INSEE |      |      |      |      |      |      |      |

## Sehenswürdigkeiten

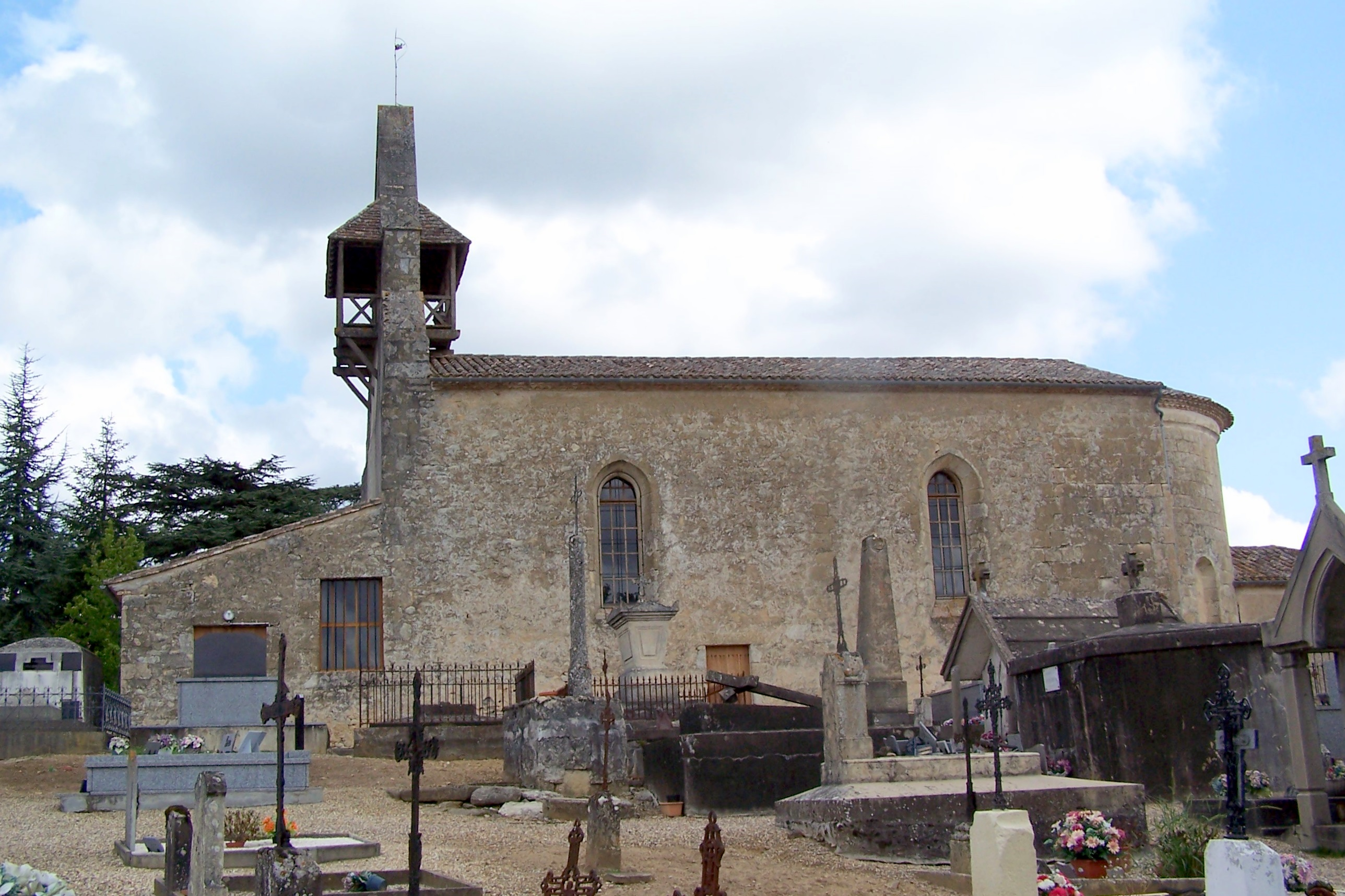
Kirche Saint-Martin

- Kirche Saint-Martin aus dem 12. Jahrhundert (siehe auch: Liste der Monuments historiques in Saint-Martin-de-Lerm)